# Rannuzio Pallavicino

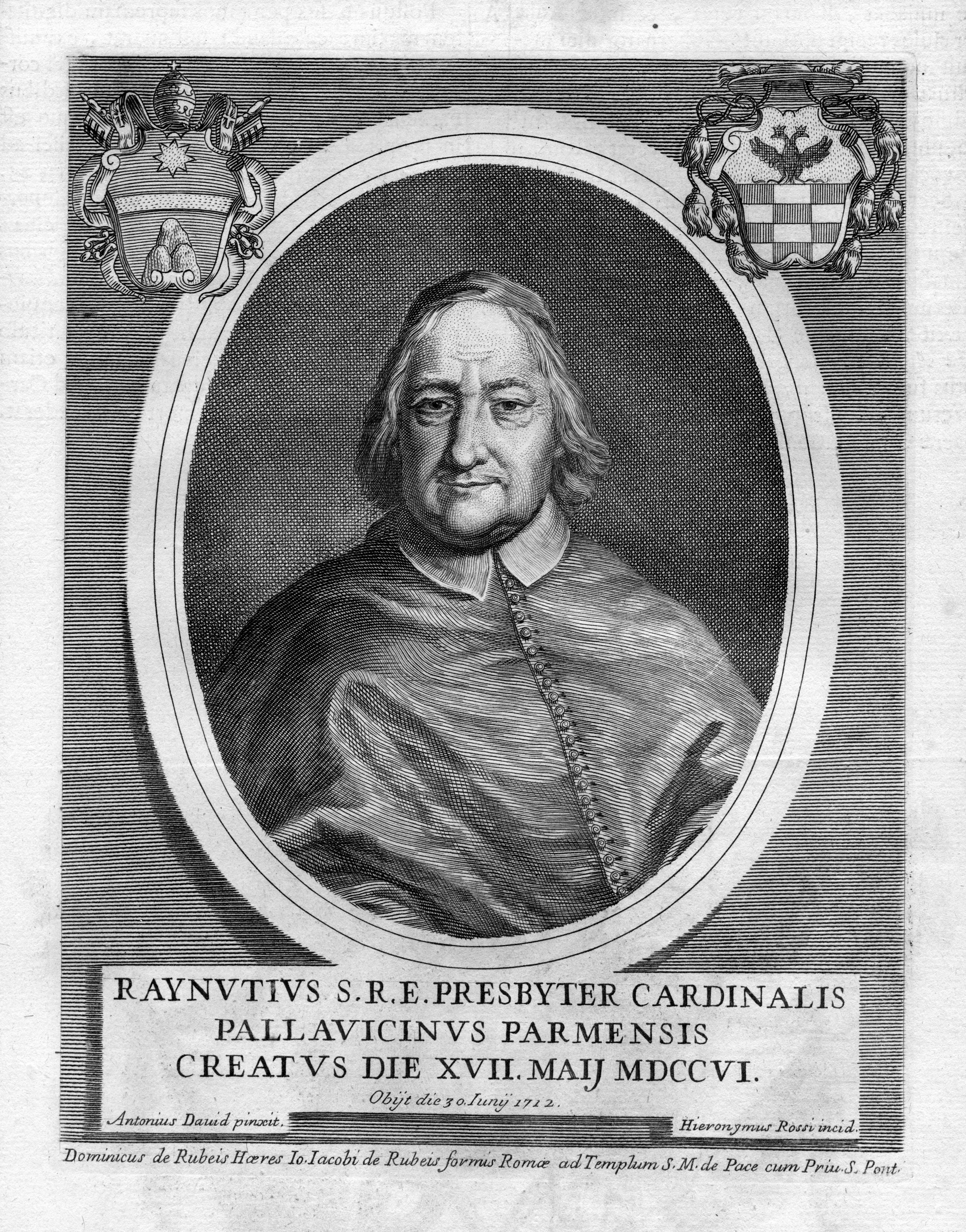
Rannuzio Pallavicino

Rannuzio Pallavicino; Pseudonym: Asterio Sireo  (* 17. oder 19. Oktober 1632 in Polesine Parmense; † 30. Juni oder 1. Juli 1712 in Rom) war ein Kardinal der Römischen Kirche und Schriftsteller.

## Leben
In seiner Jugend lebte er einige Jahre am Hofe des Herzogs und Kurfürsten Ferdinand Maria von Bayern und studierte an der Universität München, wo er zum Doctor iuris utriusque promoviert wurde. 1669 kehrte er nach Parma zurück und wurde in das dortige Juristenkollegium aufgenommen. Er trat in den geistlichen Stand und wurde Kanoniker des Domkapitels von Parma. Noch in demselben Jahr ging er nach Rom und wurde am 30. November Referendar an den Gerichtshöfen der Apostolischen Signatur.
Im Februar 1672 ernannte Papst Clemens X. ihn zum Inquisitor in Malta. Pallavicino erreichte Malta am 12. Juni desselben Jahres. Er unterstützte Bischof Lorenzo Astiria, als dieser krank war, und half dem Orden der Malteserritter, Steuern einzutreiben, mit denen der Bau von Festungsanlagen finanziert wurde. Während der Pestepidemie von 1675/76 erwarb er sich großes Ansehen bei der Bevölkerung, als er die Inquisition während der Epidemie ruhen ließ. Es hieß sogar, er habe sich selbst mit der Seuche infiziert. Er verließ Malta bei schlechter Gesundheit am 18. Mai 1676 und wurde in öffentliches Krankenhaus nach Marseilles gebracht. Schließlich kehrte er am 6. November 1676 nach Rom zurück. Dort nahm er verschiedene Aufgaben in der Kurie wahr, so wurde er im Dezember 1689 Sekretär der Konzilskongregation und war vom 15. März 1696 bis zum 27. Juli 1706 Gouverneur von Rom und Vize-Camerlengo der Heiligen Römischen Kirche.
Im Konsistorium vom 17. Mai 1706 erhob Papst Clemens XI. ihn zum Kardinal. Den roten Hut und Sant’Agnese fuori le mura als Titelkirche erhielt Pallavicino am 25. Juni desselben Jahres. Er war Mitglied verschiedener literarischer Akademien, darunter der Accademia dell’Arcadia und der Accademia degli Innominati di Parma. Unter dem Pseudonym Asterio Sireo veröffentlichte er eine Anzahl von literarischen Werken.
Ranuccio Pallavicino starb 1712 im Palazzo Farnese in Rom an einem Schlaganfall. Er wurde am 2. Juli 1712 in der römischen Kirche San Francesco a Ripa vor dem Hochaltar beigesetzt.

## Veröffentlichungen
- Argomento della Tragedia intitolata il Zenone, da recitarsi nel Collegio de’ Nobili di Parma. Parma 1651.
- Intreccio di gigli, e perle con la raccolta di varie composizioni intessuto dal marchese R. P. alla fiorita corona de serenissimi sposi Ranuccio Farnese duca di Parma, Piacenza, & Margherita principessa di Savoia. Parma 1660.
- La Scalza d’Avila. Parma 1661.
- L’Atalanta. München 1667.
- Ritratto di gran principessa. München 1667.
- Ritratto di gran personaggio. München 1667.
- I trionfi dell’architettura nella sontuosa residenza di Monaco. München 1667.